# Jørgen Strand Larsen
Jørgen Strand Larsen (Halden, 6 febbraio 2000) è un calciatore norvegese, attaccante del Wolverhampton e della nazionale norvegese.

## Caratteristiche tecniche
È un centravanti forte fisicamente, d'area di rigore e molto abile nei colpi di testa.
Nel 2017 è stato inserito nella lista dei 60 talenti migliori della sua generazione,stilata da The guardian.

## Carriera

### Club
Gli inizi
Cresciuto nel settore giovanile del Kvik Halden, è entrato successivamente a far parte di quello del Sarpsborg 08. Il 26 aprile 2017 ha esordito nella prima squadra del Sarpsborg 08, subentrando ad Anders Trondsen nella vittoria per 0-10 sul campo del Drøbak/Frogn, sfida valida per il primo turno del Norgesmesterskapet: nello stesso match, ha realizzato una tripletta.
Il 21 maggio successivo ha debuttato in Eliteserien, sostituendo Jonas Lindberg nel 2-0 inflitto al Vålerenga.
Il 28 agosto 2017 viene ceduto in prestito con diritto di riscatto al Milan, che lo ha aggregato alla Primavera. Al termine della stagione, non essendo stata esercitata l'opzione, ha fatto rientro al Sarpsborg 08.
Il 9 agosto 2018 ha giocato la prima partita nelle competizioni europee per club: è subentrato a Rashad Muhammed nel pareggio casalingo per 1-1 contro il Rijeka, incontro valido per i turni preliminari dell'Europa League.
Il 14 aprile 2019 ha trovato il primo gol nella massima divisione norvegese, sancendo il successo per 1-0 sul Lillestrøm.
Il 16 aprile 2020 ha rinnovato il contratto che lo legava al Sarpsborg 08, fino al 30 giugno 2023.
Groningen
Il 9 settembre 2020 è passato agli olandesi del Groningen a titolo definitivo, legandosi al club con un accordo quadriennale, con opzione per un'ulteriore stagione. Ha scelto di vestire la maglia numero 9. Scende in campo da titolare giocando due ottime stagioni e totalizzando 67 presenze con 24 goal, 9 assist realizzati.
Celta Vigo
L'1 Settembre 2022 viene acquistato dal Celta Vigo per 12 milioni di euro. La prima stagione gioca da titolare, segna 5 goal e 6 assist tra Liga e Coppa del Re. Nella stagione 2023-2024 migliora i suoi numeri totalizzando 13 goal e 3 assist in 37 presenze in Liga.
Wolverhampton
Il 2 Luglio 2024 diventa ufficiale il trasferimento al Wolverhampton in prestito con diritto di riscatto a 30 milioni di euro che diventa obbligo a determinate condizioni. Il 25 agosto segna il suo primo goal nella sconfitta pesante contro il Chelsea sul risultato di 2-6. Segna nuovamente un goal nelle sconfitte contro il Brentford e il Manchester City, sigla la rete del pareggio contro il Crystal Palace. Mette a segno due doppiette personali nella sconfitta contro il Bournemouth per 2-4 e nella vittoria contro il Southampton per 1-2. A fine stagione, dove ha messo a segno 14 gol in 35 presenze totali, viene riscatto dai Wolves, firmando un contratto valido fino al 2029.

### Nazionale

#### Giovanili
Strand Larsen ha rappresentato la Norvegia Under-16, Under-17, Under-18, Under-19 e Under-21. Per quanto concerne quest'ultima selezione, ha esordito il 6 settembre 2019, sostituendo Kristian Thorstvedt nel 2-1 inflitto a Cipro. Il 19 novembre successivo è arrivata la prima rete, nella sconfitta per 2-3 subita contro il Portogallo.
Il 31 maggio 2023 è stato incluso tra i convocati del commissario tecnico Leif Gunnar Smerud in vista dell'imminente campionato europeo Under-21. Il 14 giugno è stato escluso dai convocati, a causa degli impegni con il Celta Vigo e la Nazionale maggiore.

#### Nazionale maggiore
Il 18 novembre 2020 esordisce in nazionale maggiore giocando da titolare nella partita di Nations League contro l'Austria.
Il 7 settembre 2023 realizza il suo primo gol con la selezione norvegese nel successo per 6-0 contro la Giordania.

## Statistiche

### Presenze e reti nei club
Statistiche aggiornate al 23 luglio 2024.
| Stagione            | Squadra             | Campionato          | Campionato | Campionato | Coppe nazionali | Coppe nazionali | Coppe nazionali | Coppe continentali | Coppe continentali | Coppe continentali | Altre coppe | Altre coppe | Altre coppe | Totale | Totale | Totale |
| Stagione            | Squadra             | Comp                | Pres       | Reti       | Comp            | Pres            | Reti            | Comp               | Pres               | Reti               | Comp        | Pres        | Reti        | Pres   | Reti   |        |
| ------------------- | ------------------- | ------------------- | ---------- | ---------- | --------------- | --------------- | --------------- | ------------------ | ------------------ | ------------------ | ----------- | ----------- | ----------- | ------ | ------ | ------ |
| lug.-dic. 2018      | Sarpsborg 08        | ES                  | 9          | 0          | CN              | 3               | 3               | UEL                | 6                  | 0                  | -           | -           | -           | 18     | 3      |        |
| 2019                | Sarpsborg 08        | ES                  | 23         | 4          | CN              | 3               | 1               | -                  | -                  | -                  | -           | -           | -           | 26     | 5      |        |
| gen.-set. 2020      | Sarpsborg 08        | ES                  | 16         | 2          | CN              | -               | -               | -                  | -                  | -                  | -           | -           | -           | 16     | 2      |        |
| Totale Sarpsborg 08 | Totale Sarpsborg 08 | Totale Sarpsborg 08 | 48         | 6          |                 | 6               | 4               |                    | 6                  | 0                  |             | -           | -           | 60     | 10     |        |
| set. 2020-2021      | Groningen           | ED                  | 31         | 9          | CO              | 1               | 0               | -                  | -                  | -                  | -           | -           | -           | 32     | 9      |        |
| 2021-2022           | Groningen           | ED                  | 32         | 14         | CO              | 3               | 3               | -                  | -                  | -                  | -           | -           | -           | 35     | 17     |        |
| ago. 2022           | Groningen           | ED                  | 4          | 1          | CO              | 0               | 0               | -                  | -                  | -                  | -           | -           | -           | 4      | 1      |        |
| Totale Groningen    | Totale Groningen    | Totale Groningen    | 67         | 24         |                 | 4               | 3               |                    | -                  | -                  |             | -           | -           | 71     | 27     |        |
| 2022-2023           | Celta Vigo          | PD                  | 32         | 4          | CR              | 3               | 1               | -                  | -                  | -                  | -           | -           | -           | 35     | 5      |        |
| 2023-2024           | Celta Vigo          | PD                  | 37         | 13         | CR              | 2               | 0               | -                  | -                  | -                  | -           | -           | -           | 39     | 13     |        |
| Totale Celta Vigo   | Totale Celta Vigo   | Totale Celta Vigo   | 69         | 17         |                 | 5               | 1               |                    | -                  | -                  |             | -           | -           | 74     | 18     |        |
| Totale carriera     | Totale carriera     | Totale carriera     | 184        | 47         |                 | 15              | 8               |                    | 6                  | 0                  |             | -           | -           | 205    | 55     |        |

### Cronologia presenze e reti in nazionale
| Cronologia completa delle presenze e delle reti in nazionale ― Norvegia | Cronologia completa delle presenze e delle reti in nazionale ― Norvegia | Cronologia completa delle presenze e delle reti in nazionale ― Norvegia | Cronologia completa delle presenze e delle reti in nazionale ― Norvegia | Cronologia completa delle presenze e delle reti in nazionale ― Norvegia | Cronologia completa delle presenze e delle reti in nazionale ― Norvegia | Cronologia completa delle presenze e delle reti in nazionale ― Norvegia | Cronologia completa delle presenze e delle reti in nazionale ― Norvegia |
| Data                                                                    | Città                                                                   | In casa                                                                 | Risultato                                                               | Ospiti                                                                  | Competizione                                                            | Reti                                                                    | Note                                                                    |
| ----------------------------------------------------------------------- | ----------------------------------------------------------------------- | ----------------------------------------------------------------------- | ----------------------------------------------------------------------- | ----------------------------------------------------------------------- | ----------------------------------------------------------------------- | ----------------------------------------------------------------------- | ----------------------------------------------------------------------- |
| 18-11-2020                                                              | Vienna                                                                  | Austria                                                                 | 1 – 1                                                                   | Norvegia                                                                | UEFA Nations League 2020-2021 - 1º turno                                | -                                                                       | 86’                                                                     |
| 24-9-2022                                                               | Lubiana                                                                 | Slovenia                                                                | 2 – 1                                                                   | Norvegia                                                                | UEFA Nations League 2022-2023 - 1º turno                                | -                                                                       | 62’                                                                     |
| 27-9-2022                                                               | Oslo                                                                    | Norvegia                                                                | 0 – 2                                                                   | Serbia                                                                  | UEFA Nations League 2022-2023 - 1º turno                                | -                                                                       | 57’                                                                     |
| 17-11-2022                                                              | Dublino                                                                 | Irlanda                                                                 | 1 – 2                                                                   | Norvegia                                                                | Amichevole                                                              | -                                                                       | 74’                                                                     |
| 25-3-2023                                                               | Malaga                                                                  | Spagna                                                                  | 3 – 0                                                                   | Norvegia                                                                | Qual. Euro 2024                                                         | -                                                                       | 74’                                                                     |
| 17-6-2023                                                               | Oslo                                                                    | Norvegia                                                                | 1 – 2                                                                   | Scozia                                                                  | Qual. Euro 2024                                                         | -                                                                       | 84’                                                                     |
| 7-9-2023                                                                | Oslo                                                                    | Norvegia                                                                | 6 – 0                                                                   | Giordania                                                               | Amichevole                                                              | 1                                                                       |                                                                         |
| 12-9-2023                                                               | Oslo                                                                    | Norvegia                                                                | 2 – 1                                                                   | Georgia                                                                 | Qual. Euro 2024                                                         | -                                                                       | 71’                                                                     |
| 12-10-2023                                                              | Larnaca                                                                 | Cipro                                                                   | 0 – 4                                                                   | Norvegia                                                                | Qual. Euro 2024                                                         | -                                                                       | 77’                                                                     |
| 16-11-2023                                                              | Oslo                                                                    | Norvegia                                                                | 2 – 0                                                                   | Fær Øer                                                                 | Amichevole                                                              | 1                                                                       | 46’                                                                     |
| 19-11-2023                                                              | Glasgow                                                                 | Scozia                                                                  | 3 – 3                                                                   | Norvegia                                                                | Qual. Euro 2024                                                         | 1                                                                       |                                                                         |
| 22-3-2024                                                               | Oslo                                                                    | Norvegia                                                                | 1 – 2                                                                   | Rep. Ceca                                                               | Amichevole                                                              | -                                                                       | 75’                                                                     |
| 26-3-2024                                                               | Oslo                                                                    | Norvegia                                                                | 1 – 1                                                                   | Slovacchia                                                              | Amichevole                                                              | -                                                                       | 62’                                                                     |
| 5-6-2024                                                                | Oslo                                                                    | Norvegia                                                                | 3 – 0                                                                   | Kosovo                                                                  | Amichevole                                                              | -                                                                       | 46’                                                                     |
| 6-9-2024                                                                | Almaty                                                                  | Kazakistan                                                              | 0 – 0                                                                   | Norvegia                                                                | UEFA Nations League 2024-2025 - 1º turno                                | -                                                                       | 70’                                                                     |
| 10-10-2024                                                              | Oslo                                                                    | Norvegia                                                                | 3 – 0                                                                   | Slovenia                                                                | UEFA Nations League 2024-2025 - 1º turno                                | -                                                                       | 76’                                                                     |
| 13-10-2024                                                              | Linz                                                                    | Austria                                                                 | 5 – 1                                                                   | Norvegia                                                                | UEFA Nations League 2024-2025 - 1º turno                                | -                                                                       | 84’                                                                     |
| 14-11-2024                                                              | Lubiana                                                                 | Slovenia                                                                | 1 – 4                                                                   | Norvegia                                                                | UEFA Nations League 2024-2025 - 1º turno                                | -                                                                       | 87’                                                                     |
| 17-11-2024                                                              | Oslo                                                                    | Norvegia                                                                | 5 – 0                                                                   | Kazakistan                                                              | UEFA Nations League 2024-2025 - 1º turno                                | -                                                                       | 62’                                                                     |
| 6-6-2025                                                                | Oslo                                                                    | Norvegia                                                                | 3 – 0                                                                   | Italia                                                                  | Qual. Mondiali 2026                                                     | -                                                                       | 83’                                                                     |
| 9-6-2025                                                                | Tallinn                                                                 | Estonia                                                                 | 0 – 1                                                                   | Norvegia                                                                | Qual. Mondiali 2026                                                     | -                                                                       | 82’                                                                     |
| Totale                                                                  |                                                                         | Presenze                                                                | 21                                                                      |                                                                         | Reti                                                                    | 3                                                                       |                                                                         |